# Arniocera auriguttata
Arniocera auriguttata là một loài bướm đêm thuộc họ Thyrididae. Nó được tìm thấy ở Nam Phi.